# Openbaar lichaam
Een openbaar lichaam is, in de bestuurlijke indeling van het Koninkrijk der Nederlanden, een overheidsorgaan met rechtspersoonlijkheid dat bijzondere bevoegdheden heeft en vastomlijnde taken uitvoert op een bepaald grondgebied of inhoudelijk terrein. De regels zijn gegeven in de Grondwet, de hoogste nationale wetgeving voor het Koninkrijk der Nederlanden en in de Wet gemeenschappelijke regelingen (Wgr). De belangrijkste openbare lichamen zijn van oudsher het Rijk, de provincies, de gemeenten en de waterschappen (artt. 123 t/m 132; art. 133 Gw), later zijn op de voet van artikel 134 van de Grondwet openbare lichamen voor beroep en bedrijf en andere openbare lichamen ingesteld en opgeheven.

## Wet- en regelgeving, functies
Artikel 135 Grondwet bepaalt dat "bij wet" regels kunnen worden gegeven ter voorziening in zaken waarbij twee of meer openbare lichamen zijn betrokken, en dat bij wet in de instelling van een nieuw openbaar lichaam kan worden voorzien. Met wet wordt hier een wet in formele zin bedoeld. Deze grondwettelijke regel is uitgevoerd met de Wet gemeenschappelijke regelingen (Wgr) en een openbaar lichaam is de meest gebruikte vorm van publiekrechtelijke samenwerking op basis van deze wet.
Een openbaar lichaam heeft rechtspersoonlijkheid zodat het zelfstandig kan optreden in het maatschappelijk verkeer. Het kan overeenkomsten sluiten, personeel in dienst nemen, fondsen beheren en ook zelf een publiek of privaat samenwerkingsverband oprichten. Indien een openbaar lichaam eenmaal bestaat is mandaatverlening mogelijk op grond van de Algemene wet bestuursrecht, artikel 10:4. Ambtenaren die overgaan van het Rijk, een provincie, gemeente of waterschap naar een openbaar lichaam op grond van de Wgr. behouden de ambtenarenstatus. Een openbaar lichaam heeft een Algemeen Bestuur en een Dagelijks Bestuur.

### Caribisch openbaar lichaam
Sinds 2017 is in de Grondwet artikel 132a opgenomen, bepalend dat in het Caribische deel van Nederland andere territoriale openbare lichamen dan provincies en gemeenten kunnen worden ingesteld en opgeheven, het 'Caribisch openbaar lichaam'. Daarmee is een nieuwe categorie van openbare lichamen in het leven geroepen waarop ook de grondwettelijke bepalingen voor gemeenten en provincies van toepassing zijn verklaard. De eilanden Bonaire, Sint Eustatius en Saba, ook wel de BES-eilanden genoemd, worden afzonderlijk van elkaar op basis van deze regeling bestuurd. De bestuurlijke eenheden worden verklarend ook bijzondere gemeenten genoemd.

## Huidige openbare lichamen
De volgende (bijzondere) gemeenten worden sinds 2010 als Caribisch openbaar lichaam bestuurd:
- Bonaire
- Sint Eustatius
- Saba

Bonaire, Sint Eustatius en Saba, ook wel de BES-eilanden genoemd, liggen in Caribisch Nederland; ze worden afzonderlijk van elkaar bestuurd.
Op basis van het Verdrag van Anholt is er onder meer het volgende grensoverschrijdende openbare lichaam:
- De Nederlandse gemeente Kerkrade en Duitse gemeente  's-Hertogenrade (Herzogenrath) vormen samen Eurode (sinds 1998)[3]

De volgende organisaties worden als openbaar lichaam bestuurd:
- veel publiekrechtelijke samenwerkingen op basis van de Wet gemeenschappelijke regelingen (Wgr)
- Veiligheidsregio's
- Nederlandse Orde van Advocaten (1952)
- Orde van Octrooigemachtigden
- Nederlandse Loodsencorporatie (NLC, 1991)
- Koninklijke Notariële Beroepsorganisatie (1999)
- Koninklijke Beroepsorganisatie van Gerechtsdeurwaarders (KBvG)
- Koninklijke Nederlandse Beroepsorganisatie van Accountants (KNBA) - vóór 2015: Nederlandse Beroepsorganisatie van Accountants (NBA)
- Arbeidsvoorzieningsorganisatie (1990)
- Gezamenlijke Brandweer Rotterdam-Rijnmond (1998)
- Omgevingsdiensten (sinds 1 april 2013, ter regionale uitvoering van bestuurlijke bevoegdheden op grond van Wabo)

## Voormalige openbare lichamen
De volgende gebieden werden als openbaar lichaam bestuurd:
- Openbaar Lichaam De Wieringermeer (1938-1941).
- Openbaar Lichaam De Noordoostelijke Polder. Dit openbaar lichaam bestuurde de Noordoostpolder  (1942-1962)
- Openbaar Lichaam Zuidelijke IJsselmeerpolders (1955-1996).
- De geannexeerde gebieden aan de Duitse grens, Drostambt Elten en Drostambt Tudderen (1949-1963).
- Openbaar Lichaam Rijnmond (1965-1986).
- Agglomeratie Eindhoven (1976-1985).
- vanaf de jaren negentig waren er in verschillende stedelijke gebieden openbare lichamen voor algemene bestuurlijke samenwerking tussen gemeenten; hieruit kwamen de Plusregio's voort, in 2015 weer opgeheven

De volgende organisaties werden als openbaar lichaam bestuurd:
- Openbaar Lichaam Muskusrattenbestrijding Utrecht (OLM). Muskusrattenbestrijding is nu taak van Hoogheemraadschap De Stichtse Rijnlanden.
- Nederlands Instituut van Registeraccountants (het NIVRA, 1962-2013)
- Nederlandse Orde van Accountants-Administratieconsulenten (NovAA)
- Product- en bedrijfschappen